# Invasão aliada da Sicília

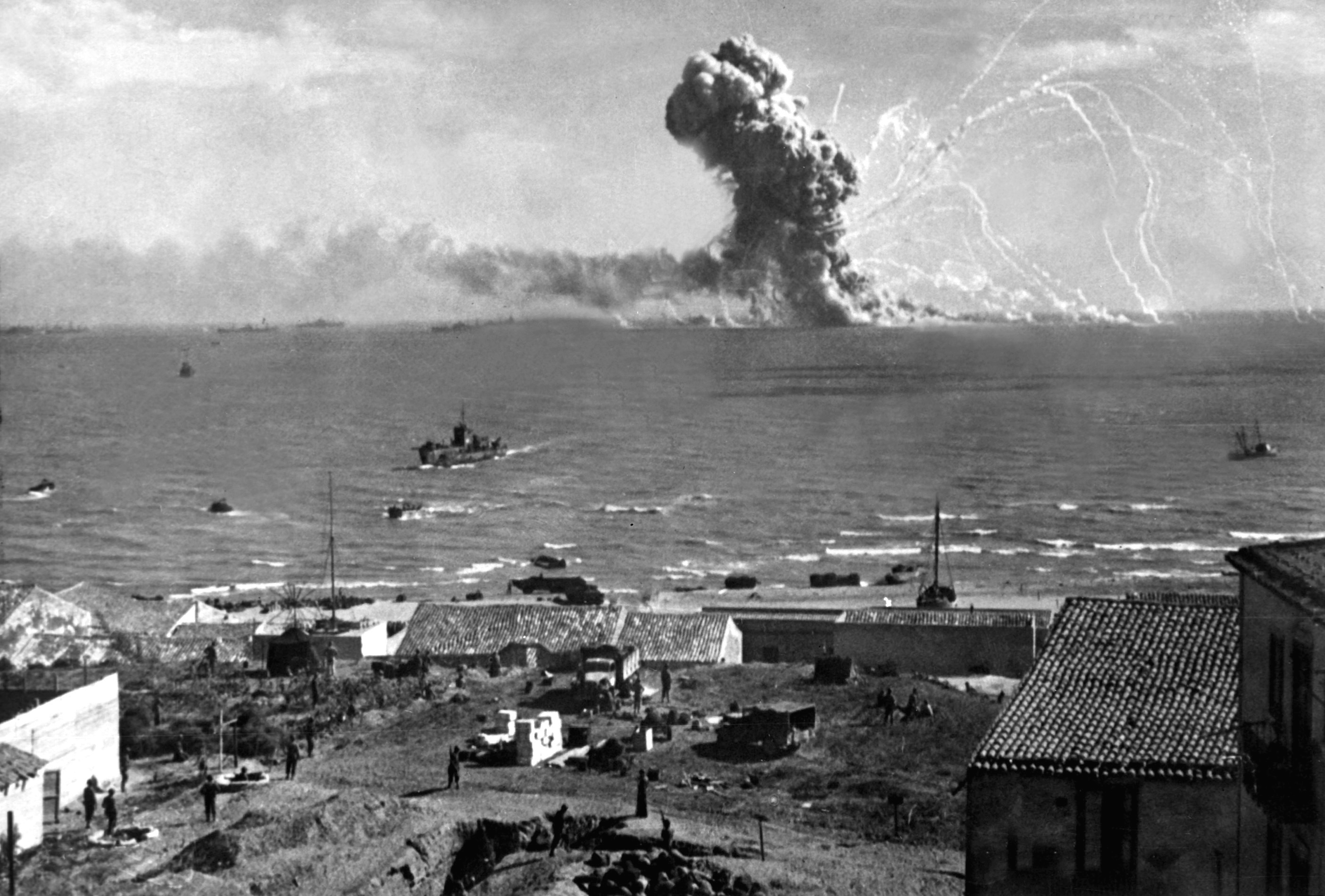
O USS Robert Rowan, da classe Liberty, explodindo após ser atingido por um bombardeiro alemão em Gela, na Sicília, 11 de julho de 1943

A Invasão da Sicília pelos Aliados, codinome Operação Husky, foi uma grande campanha durante a Segunda Guerra Mundial, quando as potências ocidentais tomaram a Sicília das forças do Eixo (Itália Fascista e Alemanha Nazista). A operação contou com um grande desembarque anfíbio e lançamento de tropas paraquedistas, seguido de seis semanas de intensos combates no solo. Esta foi a primeira etapa da invasão da Itália pelos Aliados.
Esta invasão começou na noite do dia 9 para o dia 10 de julho de 1943, e só terminou em 17 de agosto. Estrategicamente, a operação conquistou seus objetivos dos Aliados naquele Teatro de Operações. Os Aliados expulsaram as forças terrestres, aéreas e navais do Eixo para longe da região. A subsequente invasão do resto do país e a deterioração da resistência armada italiana seriam alguns dos motivos que levou o povo da Itália a se rebelar e eventualmente derrubar seu ditador, Benito Mussolini, do poder.

## Fotos da operação

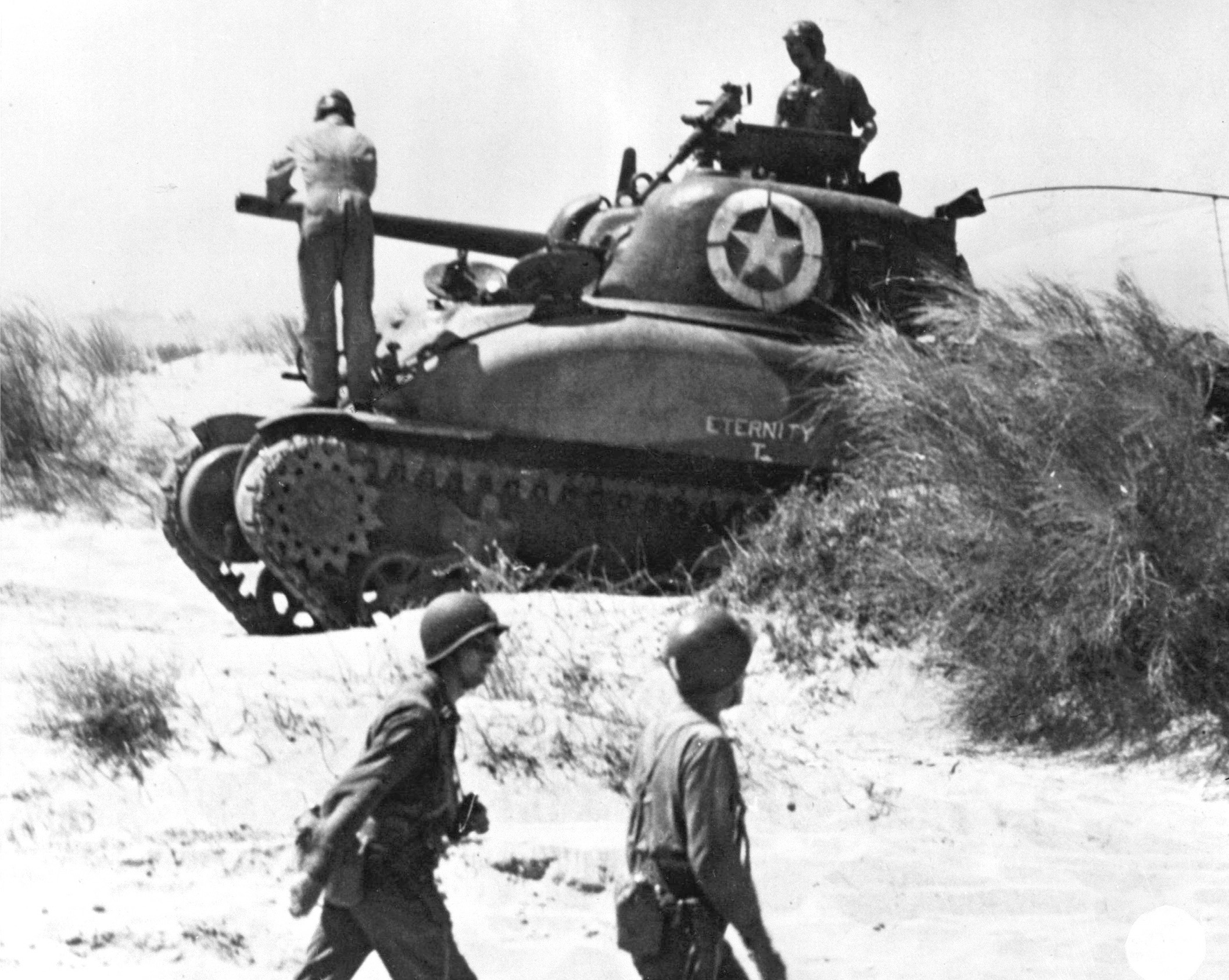
Um tanque americano Sherman desembarcando na Sicília em 10 de julho de 1943.
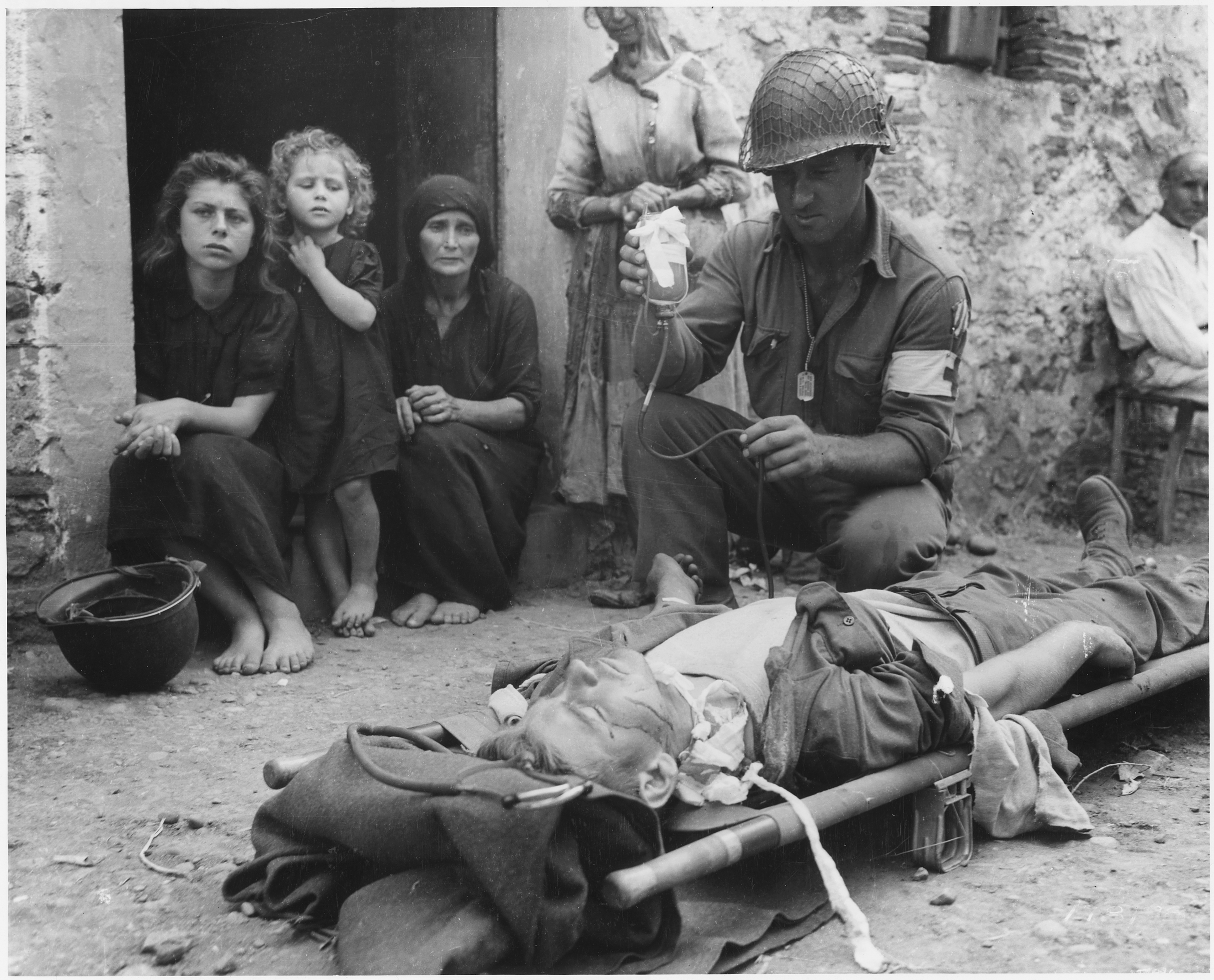
Um militar americano ferido recebendo assistência médica, 9 de agosto.
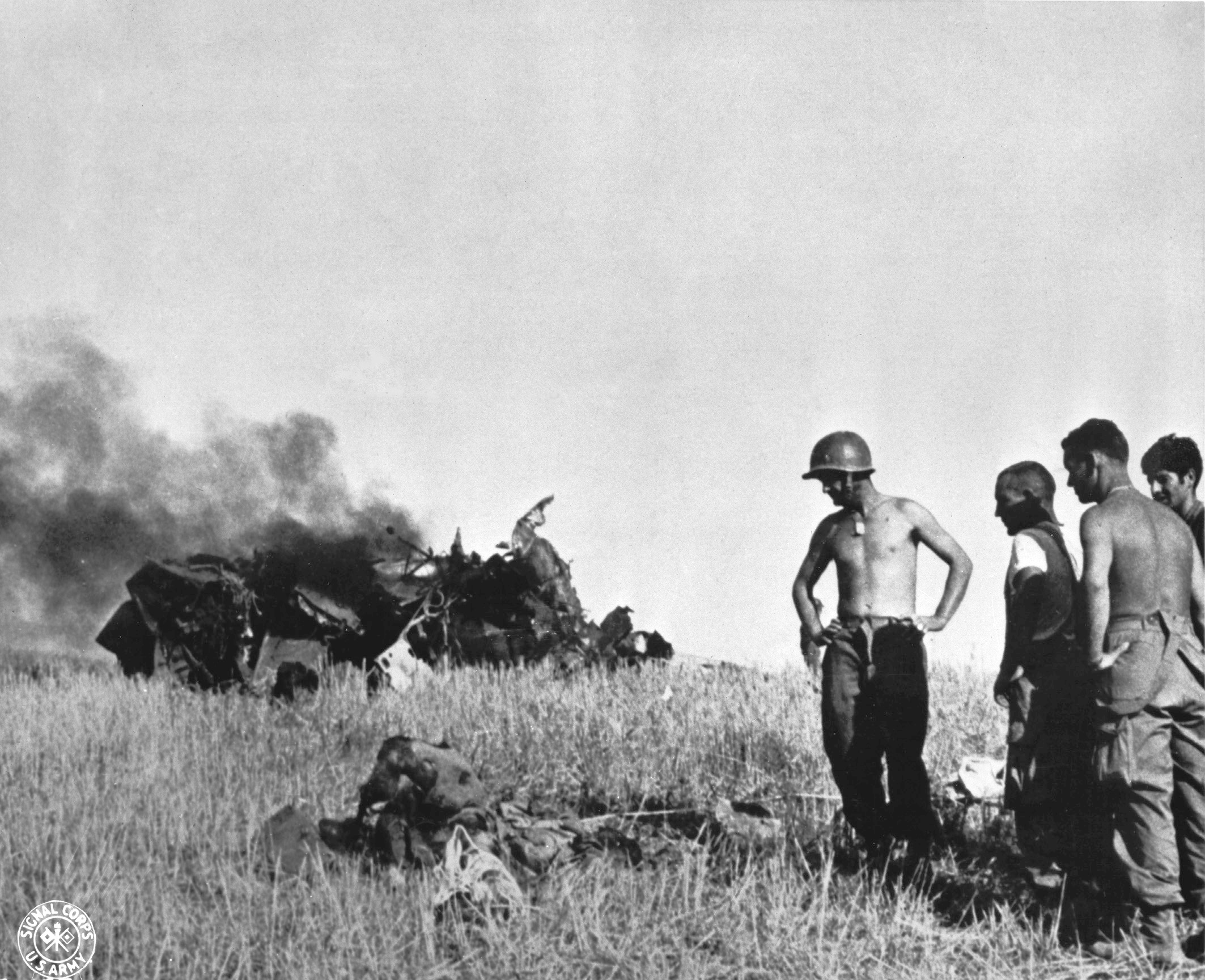
Soldados americanos observando o corpo de um piloto alemão morto ao lado dos destroços de sua aeronave em Gela na Sicília, em 12 de julho de 1943.